# Homofobia liberal
La homofobia liberal es un concepto que define la aceptación de la homosexualidad mientras se mantenga oculta. Es un tipo de homofobia en el que, a pesar de que se expresa la aceptación de la diversidad sexual, se perpetúan estereotipos y prejuicios que marginan o infravaloran a las personas LGBTI.
Es una práctica que parte de entender las relaciones y la sexualidad como cuestiones pertenecientes a la esfera privada y, por tanto, de aceptar la libertad individual sobre estas cuestiones siempre que no trasciendan a la esfera pública. Sin embargo, desde el movimiento LGBT se defiende que la orientación sexual es y siempre ha sido una cuestión pública, debido a que los heterosexuales muestran abiertamente su orientación por el simple hecho de tener pareja.
La homofobia liberal se expresa en multitud de ámbitos desde los cuales se critica la necesidad de visibilizar la diversidad sexual, como las marchas del Orgullo LGBTI o la concienciación en las escuelas, sin tener en cuenta la discriminación a la que se enfrentan las personas LGBTI por el hecho de serlo.

## Término
Autores como Alberto Mira (1965–) y Daniel Borrillo (1961–) lo utilizan como un tipo de homofobia, prevaleciente en la sociedad española desde la década de 1980. La homofobia liberal se caracteriza por el «sí, pero...»: se tolera benevolentemente la homosexualidad, a condición del silencio de la condición homosexual, de la asimilación y de la aceptación de la «normalidad» del modelo heterocentrista, «por su propio bien». Se critica la exhibición de las «plumas» por su visibilidad, cualquier marca de subcultura o estética LGBT y, por supuesto, las manifestaciones en la calle. Cualquier transgresión de esa norma es rechazada como «victimista», «conciencia de gueto», «activista» o «proselitista».
En palabras de Mira:

Es extraordinariamente simple: «Sí, pero…». En esta estructura sintáctica se inserta cualquier tipo de enunciado: «Los homosexuales son maravillosos y muy amigos míos pero deben abandonar la pluma; los homosexuales son personas como todos pero el exhibicionismo que manifiestan está fuera de lugar». Hay un límite que todavía cuesta superar: el de las imágenes positivas o la reivindicación.
Alberto Mira, De Sodoma a Chueca

Su origen se puede encontrar en el siglo XIX y su mayor representante fue el endocrinólogo y escritor español Gregorio Marañón (1887-1960); más objetivo que la mayoría, se oponía a la criminalización de la homosexualidad, pero abogaba por su ocultamiento. Durante el siglo XX, este pensamiento fue apoyado por la izquierda. Es conocida la opinión del político y sociólogo madrileño Enrique Tierno Galván (1918-1986):

No, no creo que se les deba castigar. Pero no soy partidario de conceder libertad ni de hacer propaganda del homosexualismo. Creo que hay que poner límites a este tipo de desviaciones, cuando el instinto está tan claramente definido en el mundo occidental. La libertad de los instintos es una libertad respetable..., siempre que no atente en ningún caso a los modelos de convivencia mayoritariamente aceptados como modelos morales positivos.
Enrique Tierno Galván en la revista Interviú (en 1977)

En la blogosfera también se ha señalado que las supuestas declaraciones realizadas por la reina Sofía en un libro de Pilar Urbano ―más tarde calificadas de «inexactas» por la Corona―, constituían un ejemplo de libro de este fenómeno: «Puedo comprender, aceptar y respetar que haya personas con otra tendencia sexual, pero ¿que se sientan orgullosos por ser gays? ¿Que se suban a una carroza y salgan en manifestaciones? Si todos los que no somos gays saliéramos en manifestación… colapsaríamos el tráfico».